# Quartier La Pommeraie
Pour les articles homonymes, voir Ferrer.
Le quartier de La Pommeraie est un quartier de la ville de Rennes. Son ancien nom était quartier  Francisco-Ferrer - Landry - Bourgeois - Poterie. Il a changé de nom en 2023. Le parc du Landry se trouve au centre. Le quartier  possède plusieurs centralités ou places de St Hélier au Ronceray. La maison de quartier est à Fransisco-Ferrer. Le métro et la gare sont à la Poterie. Léon Bourgeois bénéficie de la proximité avec le centre de Rennes. Les centres d'activité du quartier sont divisés entre la Poterie, Francisco-Ferrer, cimetière de l'Est et Bourgeois. Le marché hebdomadaire se situe à la Poterie le vendredi après-midi. Il existe peu de monument ou lieu historique dans ces quartiers récents. 
La Pommeraie est composé de cinq sous-quartiers : 
- Francisco Ferrer à l'Ouest
- Léon Bourgeois et St Hélier au Nord
- Poterie au Sud
- Cimetière de l'Est
- ZA Sud-Est
- Le Landry centre

## Situation
| Rennes, quartier Thabor - Saint-Hélier - Alphonse Guérin | Rennes, quartier Jeanne d'Arc - Longs-Champs - Atalante Beaulieu | Cesson-Sévigné |
| Rennes, quartier Sud-Gare                                | Rennes, quartier Francisco-Ferrer - Vern - Poterie               |                |
| Rennes, quartier Le Blosne                               |                                                                  | Chantepie      |

## Histoire
Les opérations d’urbanisation des années 1980 vont viser à densifier le tissu urbain en urbanisant les derniers terrains vacants par le biais de ZAC  :
- ZAC de la Poterie

En 2023, une consultation est mise en place afin de renommer le quartier, pour prendre en compte certaines zones non représentées dans la dénomination Francisco-Ferrer - Vern - Poterie, mais aussi pour simplifier ce nom, considéré trop long et difficile à mémoriser dans l'ordre.
Le choix du nom a été réalisé en plusieurs étapes avec les habitants à l'initiative du conseil de quartier. La première étape fut la récolte de 150 propositions des habitants. Ensuite un tri a été réalisé lors d'une réunion publique afin de soumettre 5 noms à la commission odonymie de la ville. La dernière étape a été un vote préférentiel pour choisir le meilleur nom selon les habitants.
À la suite de la délibération du conseil municipal du 26 juin 2023, le nom retenu est La Pommeraie. Ce nom fait référence à la végétalisation et aux vergers du quartier,.

## Événements
Les principaux événements sont la ballade avec Brassens et la fête des Bricoles. Ces événements sont en alternance d'une année sur deux.
La braderie du Landry est un événement annuel. 

## Principaux équipements sportifs
Un des principaux équipements sportifs du quartier se nomme le stade Jean Coquelin. C'est un terrain qui appartient à la SNCF et mis à disposition du CE de la SNCF. Les associations, les écoles et les habitants du quartier profitent de ces équipements rares dans le centre-ville de Rennes. Ce stade est ceinturé par l'allée Georges Brassens et la voie ferrée. 
Il est aujourd'hui question de le réduire d'au moins 40 % en raison d'un projet immobilier de ZAC comparable à celui de la Plaine de Baud-Chardonnet tout proche de l'autre côté de la voie ferrée.
Le complexe sportif Rapatel est utilisé par le Cercle Paul Bert.

## Landry centre
Historiquement, il est situé autour du parc du Landry. Cependant aujourd'hui le Landry sert à désigner l'ensemble des quartiers du Sud-Est de Rennes. Le parc du Landry fait la séparation entre les sous-quartier de la Poterie et Léon Bourgeois.
Le centre du Landry est un quartier essentiellement résidentiel et plutôt enclavé car bordé par les voies ferrées vers Vitré au nord, et traversé par les voies vers Châteaubriant à l'est. Le sud du quartier donne sur la rue de Châteaugiron où se trouve un pôle commercial de proximité, Le Landry. On trouve aussi quelques commerces la rue Auguste Pavie, de l'autre côté de la voie ferrée, en bordure de la ZI Sud Est. Pour mieux connecter ce quartier au reste de la ville, dans le cadre de la ZAC Baud Chardonnet, il est prévu de réaliser un viaduc au-dessus des voies ferrées au nord pour relier le quartier à la Plaine de Baud.
L'habitat du quartier est majoritairement composé de maisons semi-mitoyennes mais on trouve aussi quelques tours au sud du quartier près du pôle commercial, et des résidences plus récentes à l'est. L'Afpa occupe une place importante dans le quartier et s'articule autour de part et d'autre de l'avenue du Haut-Sancé. Le réseau viaire à la spécificité dans le quartier de comporter plusieurs rues qui serpentent (Allée Jacques Brel, allée Flora Tristan etc.) mais ne comprend pas d'axe traversant majeur. 
Fin 2020, les travaux de la future Zac du Haut Sancé démarreront, visant à redynamiser l'offre commerciale, les logements et les services dans le secteur du Landry

### Commerces et équipements
- École élémentaire Châteaugiron-Landry
- Jardin de la Cantache

### Transports
En bus :
- C1 : rue de Châteaugiron
- C2 : avenue du Haut-Sancé
- 11 : rue Auguste-Pavie

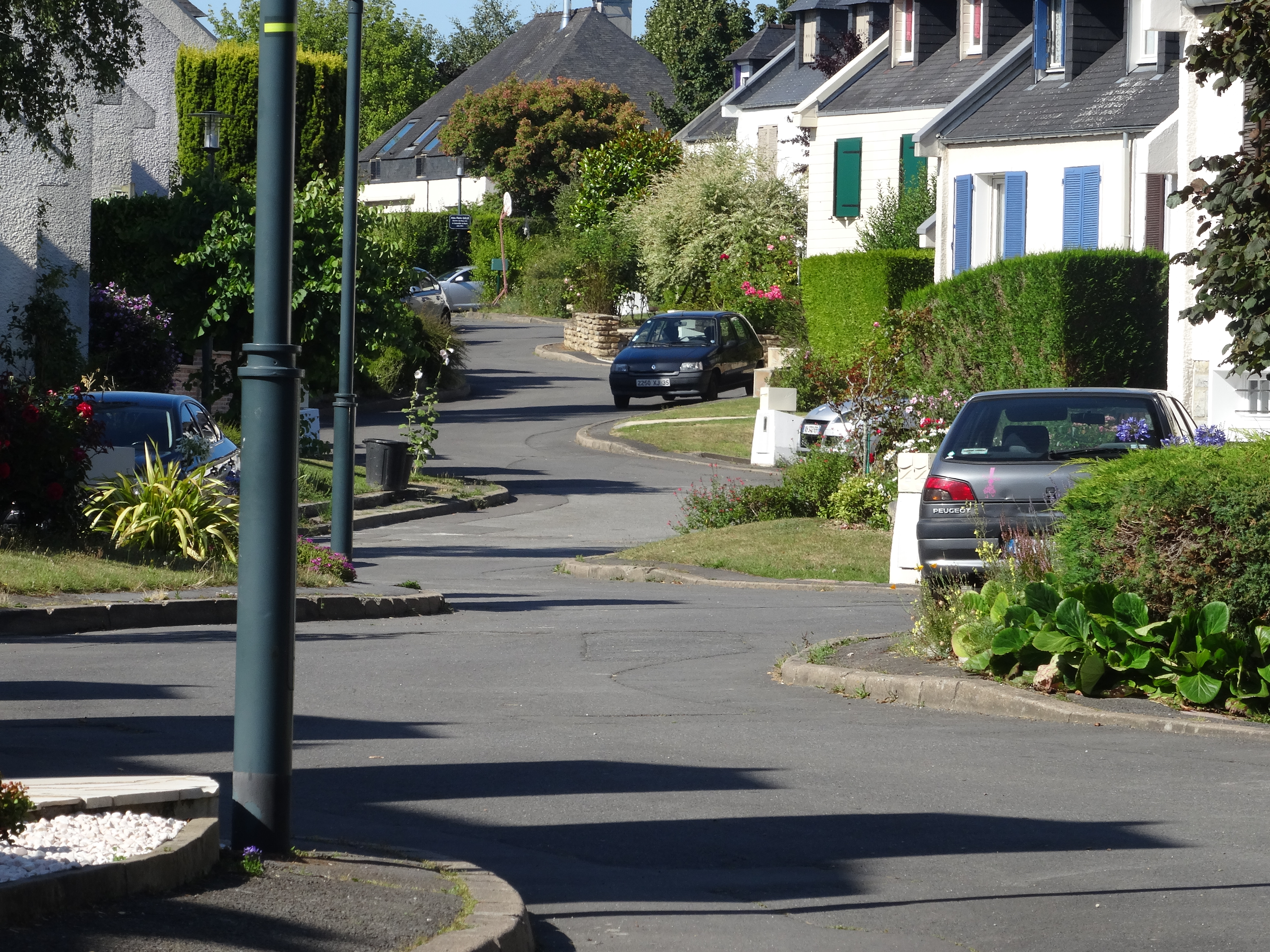
Allée Jacques Brel
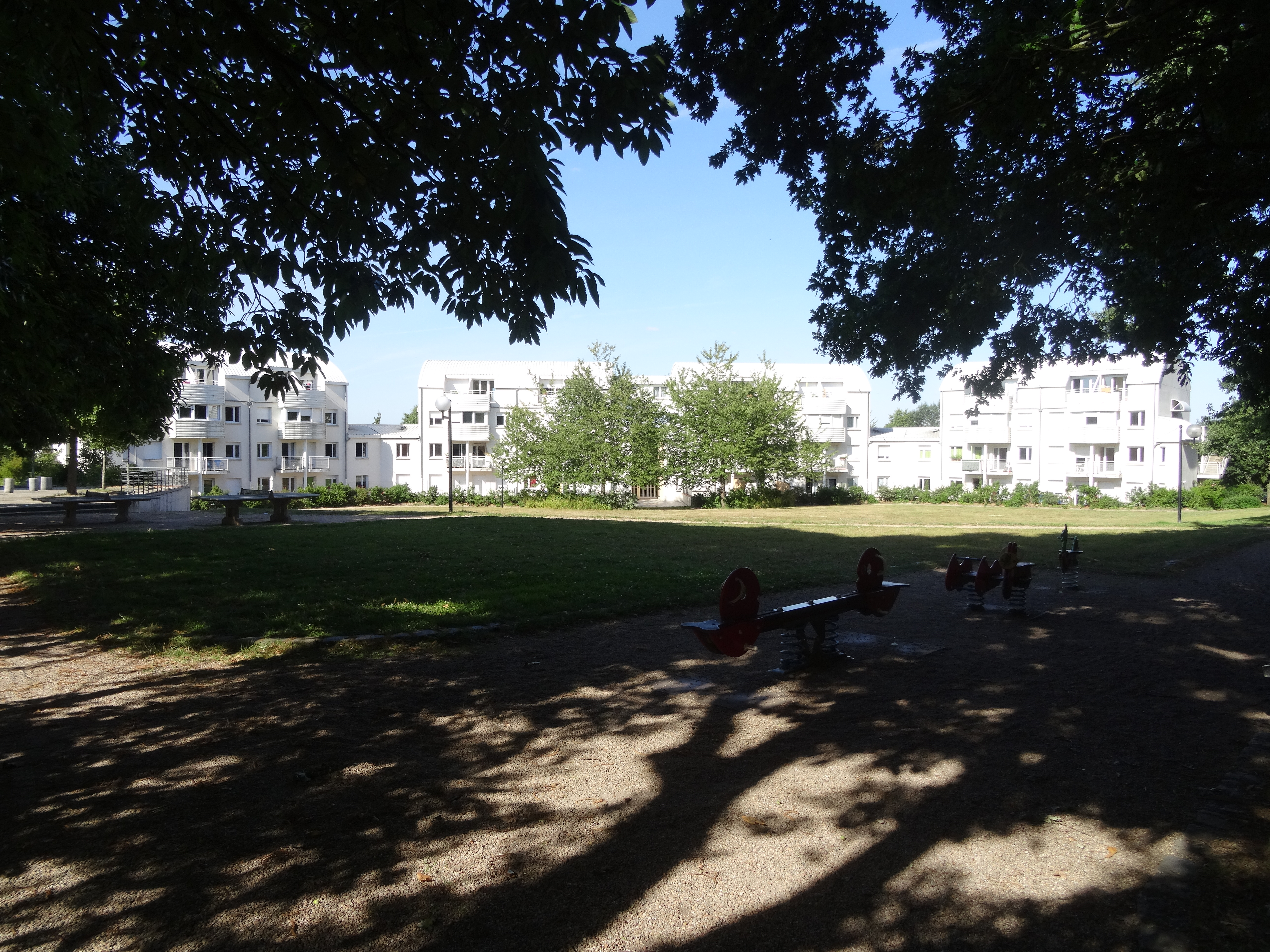
Jardin de la Cantache
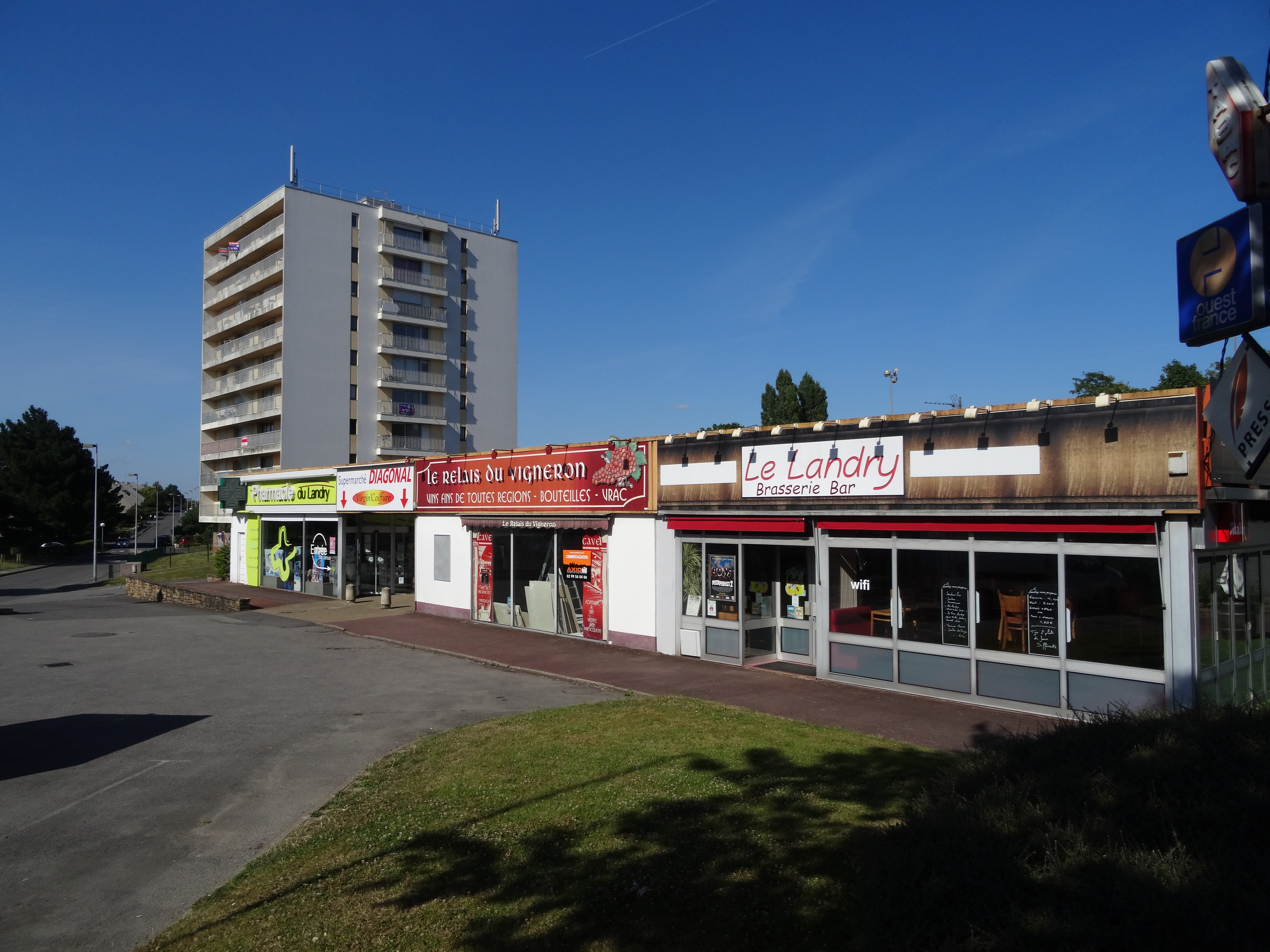
Pôle commercial Landry, au bord de la rue de Châteaugiron
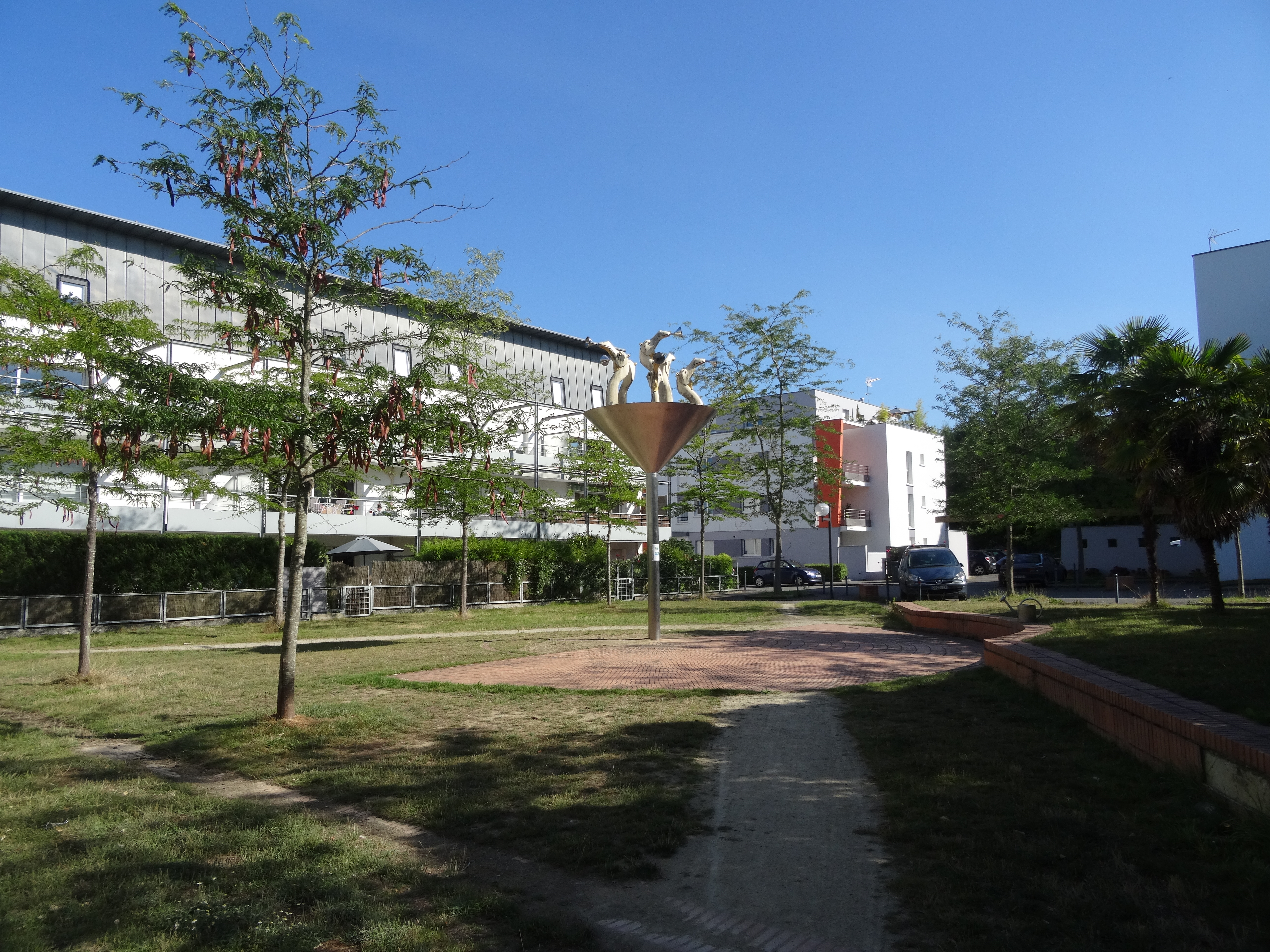
Abords de la rue Jean-François Millet

### Voies principales
- rue de la 87e Division Territoriale
- rue Auguste Pavie
- rue de Châteaugiron
- avenue du Haut-Sancé

## Francisco-Ferrer
Fransisco-Ferrer est délimité au nord par la rue Saint-Hélier, à l'ouest par la rue Adolphe-Leray, au sud par le boulevard Léon Grimault et à l'est par la rue de Vern avec le quartier Léon Bourgeois. Le nord quartier étant limitrophe de Sainte-Thérèse, on trouve dans le nord du quartier des constructions à l'architecture similaire avec des façades en pierre. Néanmoins on trouve aussi d'autre forme d'habitat avec deux cités sont aussi présentes dans le quartier, entre les rues Paul-Langevin et Francisco-Ferrer.  Les autres commerces du quartier sont implantés au sud, rue Paul Langevin où l'on trouve également le parc Marc Sangnier. L'autre espace vert du quartier est le jardin Gérard-Philipe.

### Commerces et équipements
- École élémentaire Carle-Bahon
- École élémentaire Marc-Sangnier
- École élémentaire Paul-Langevin
- Parc Marc-Sangnier
- Jardin Gérard-Philipe
- Maison de Quartier Francisco-Ferrer

### Transports
En bus :
- 12 : boulevard Jacques-Cartier
- C2 : rue de Vern
- 32 : rue Langevin

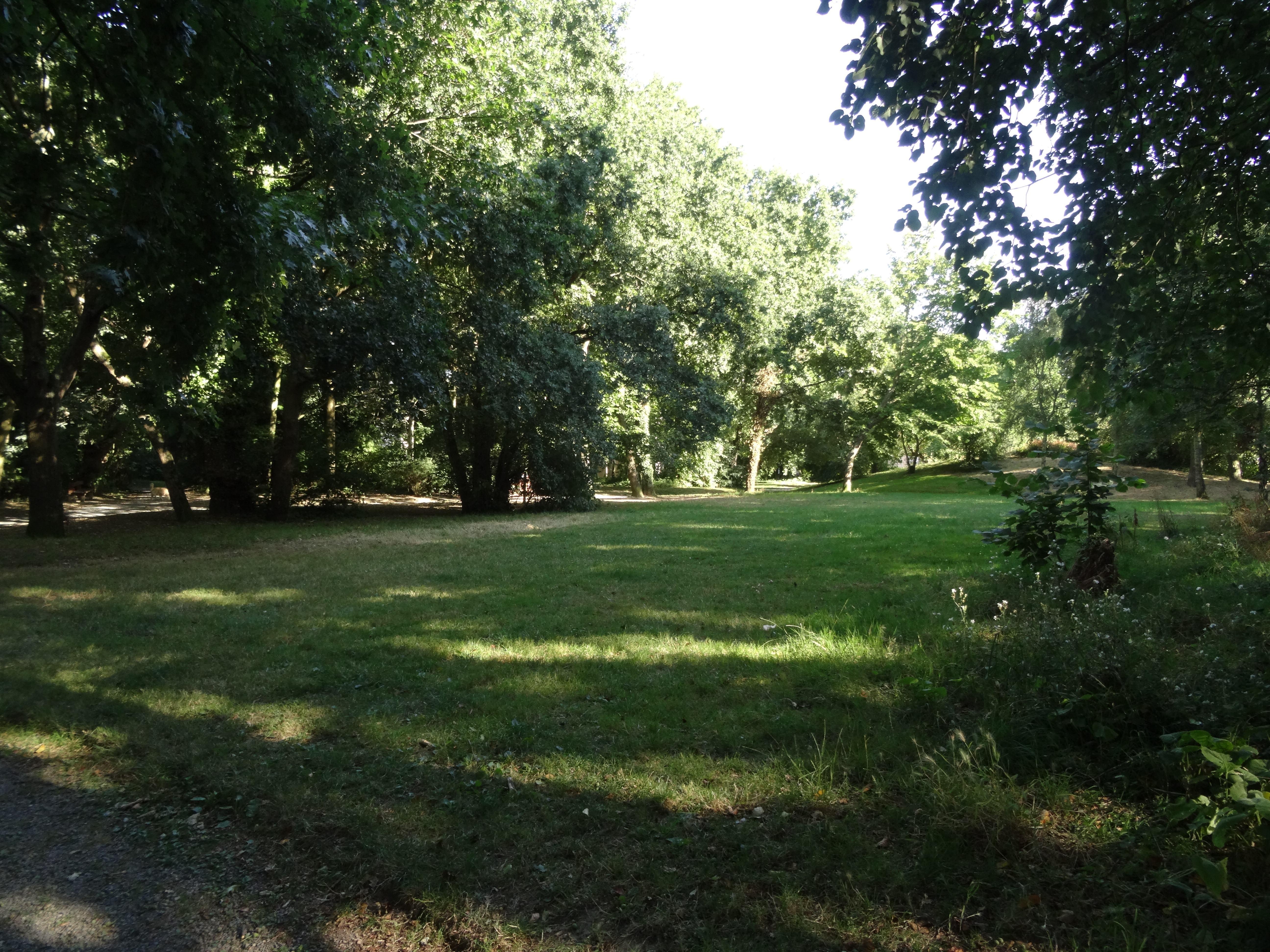
Parc-Marc Sangnier.
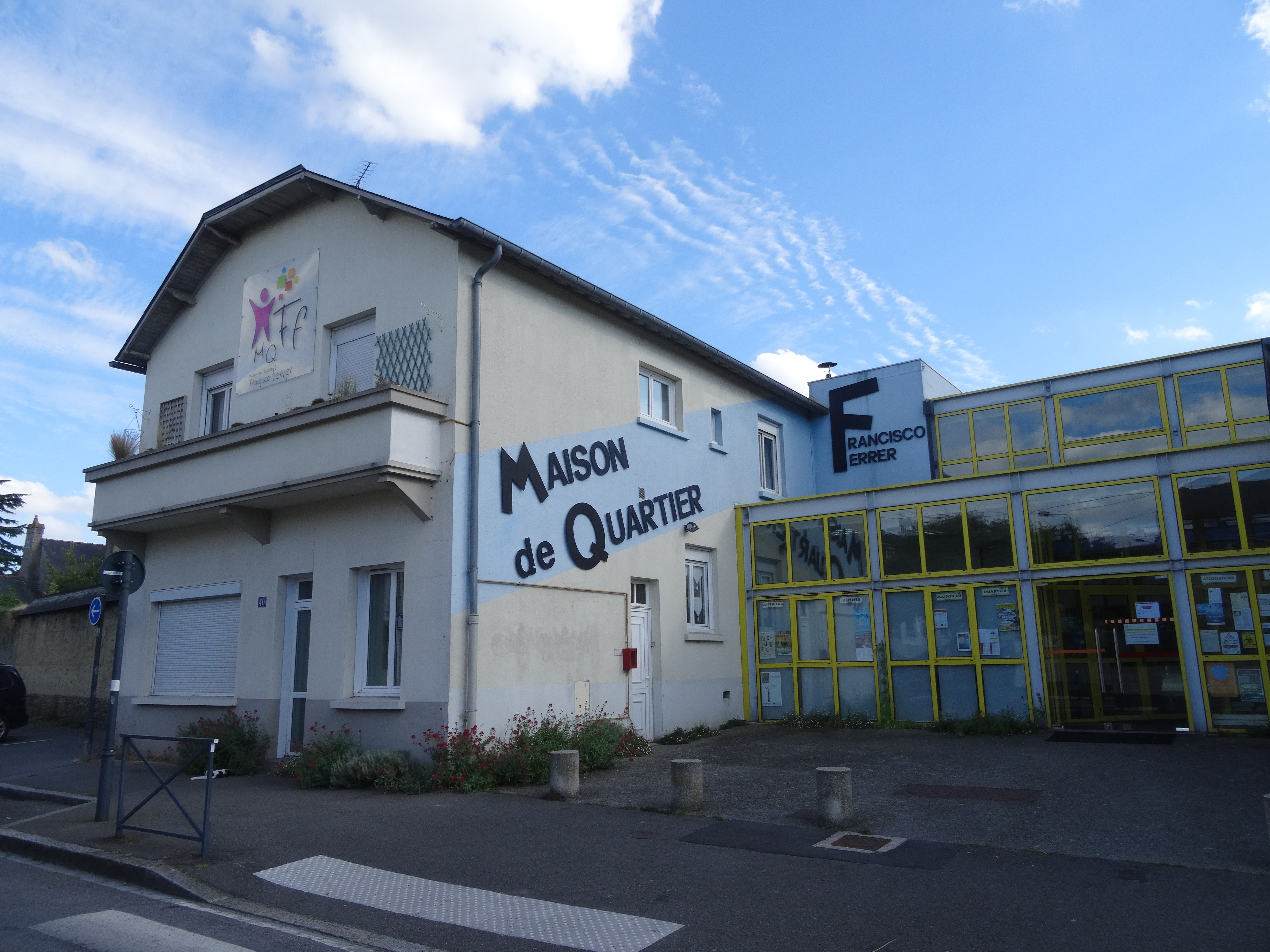
Maison de quartier.
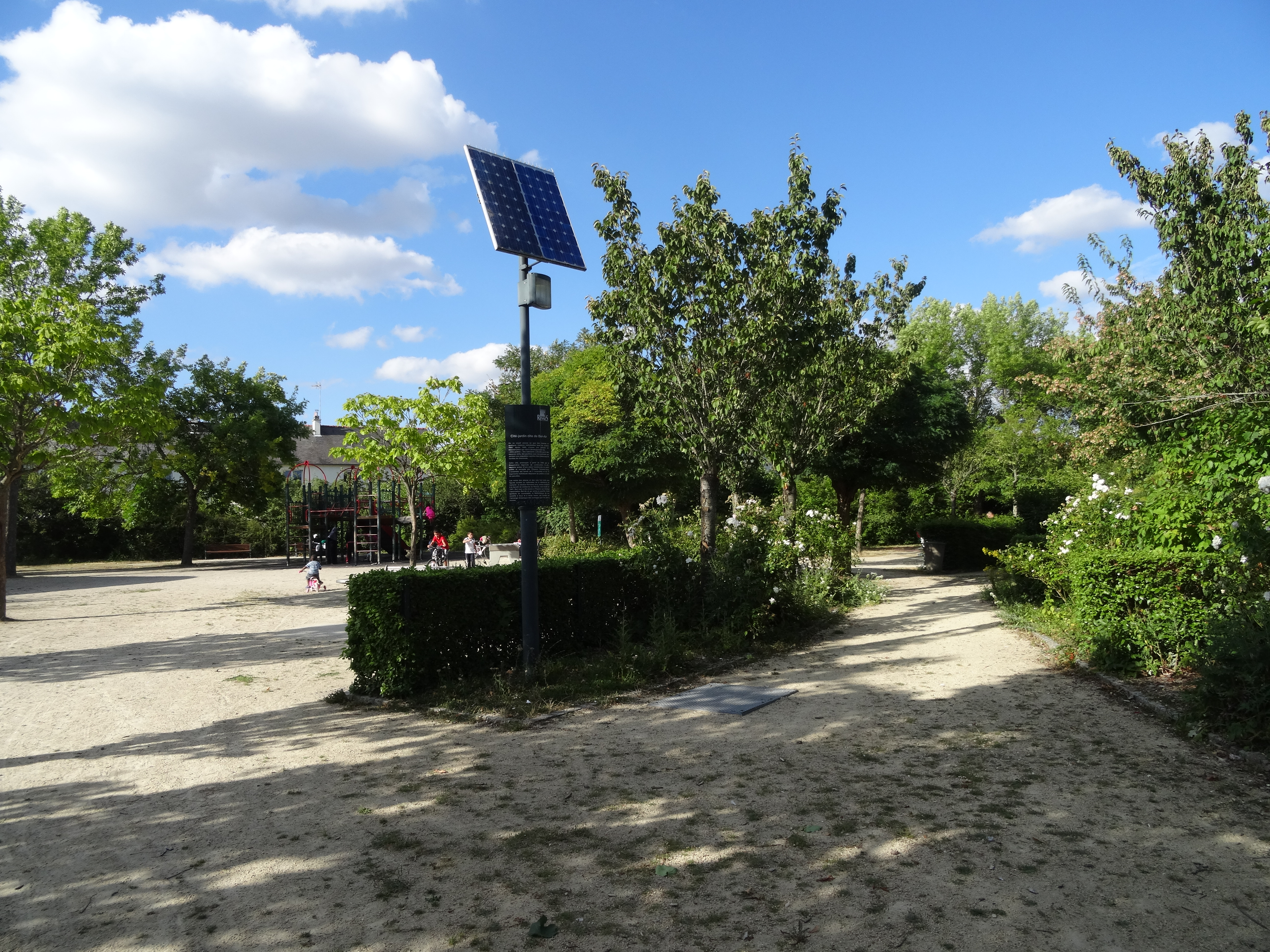
Jardin Gérard-Philipe.

### Voies principales
- boulevard Franklin-Roosevelt
- boulevard Léon-Bourgeois
- rue Paul-Langevin
- rue de Vern

## Léon Bourgeois - Place St Hélier
Le quartier représente la partie nord du Landry. Il est limitrophe avec le quartier de Saint-Hélier au nord et la poterie au sud. Il s'organise autour du Boulevard éponyme. D'un coté se trouve le square Léon Bourgeois composées d'une dizaine d'immeubles. Sur ce Boulevard, on trouve également des commerces, une station essence et de nombreuses professions libérales. De l'autre côté, se trouve le collège du Landry, le cercle Paul Bert, la poste et la Bibliothèque du Landry. 

### Commerces et équipements
- Commerce Léon Bourgeois
- Carrefour des quatre banques
- collège du Landry
- le cercle Paul Bert
- la Bibliothèque du Landry
- Complexe sportif Rapatel

### Transports
Bus C1 et C2

## La Poterie
La Poterie est la partie sud du Landry. Ce nom est largement connu du fait de la station de métro éponyme, bien qu'en réalité elle soit située à l'extrême sud-ouest du quartier (en limite du Landrel et Sainte-Élisabeth). Le quartier est essentiellement inscrit entre les rues de Vern et Châteaugiron. On peut y distinguer deux entités, séparées par le boulevard Paul Hutin Desgrées et les prairies au sud du parc du Landry. Le nord de cette zone est plus ancienne et s'articule effectivement autour de la rue de la Poterie, bordée principalement de maisons individuelles, et séparé de la rue de Châteaugiron par le parc du Landry.
La partie sud quant à elle, issue d'une opération d'urbanisme plus récente, la ZAC de la Poterie, où l'on trouve le pôle commercial du Ronceray et la place éponyme. Cette seconde zone s'inscrit dans une boucle autour de la rue Michel Gérard et possède de nombreuses zones piétonnes bordées de petits immeubles.
Enfin, le périmètre du quartier inclut également une petite zone tertiaire de part et d'autre de la rue Louis Kerautret Botmel, à proximité de la rue de Châteaugiron et de la gare de la Poterie. Outre le métro, le quartier est aussi desservi par les TER à la Gare de Rennes-La Poterie. Le périmètre du quartier inclut également une zone de campagne entre le périphérique et la ZA des Loges (Chantepie) où l'on trouve les jardins familiaux des Basses-Ourmes.

### Commerces et équipements
- Parc du Landry
- Station de métro La Poterie
- Centre commercial Ronceray
- La Maison du Ronceray - Centre socioculturel
- Lycée René Descartes
- Collège Le Landry
- École maternelle et élémentaire La Poterie
- Jardin partagé du Landry
- École maternelle et élémentaire Robert Doisneau
- Jardins familiaux de la Poterie
- Gare de Rennes-La Poterie

### Transports
En bus :
- C1 : rue de Châteaugiron
- C2 :  rue de Vern et rue Michel Gérard
- 11 : rue Michel Gérard

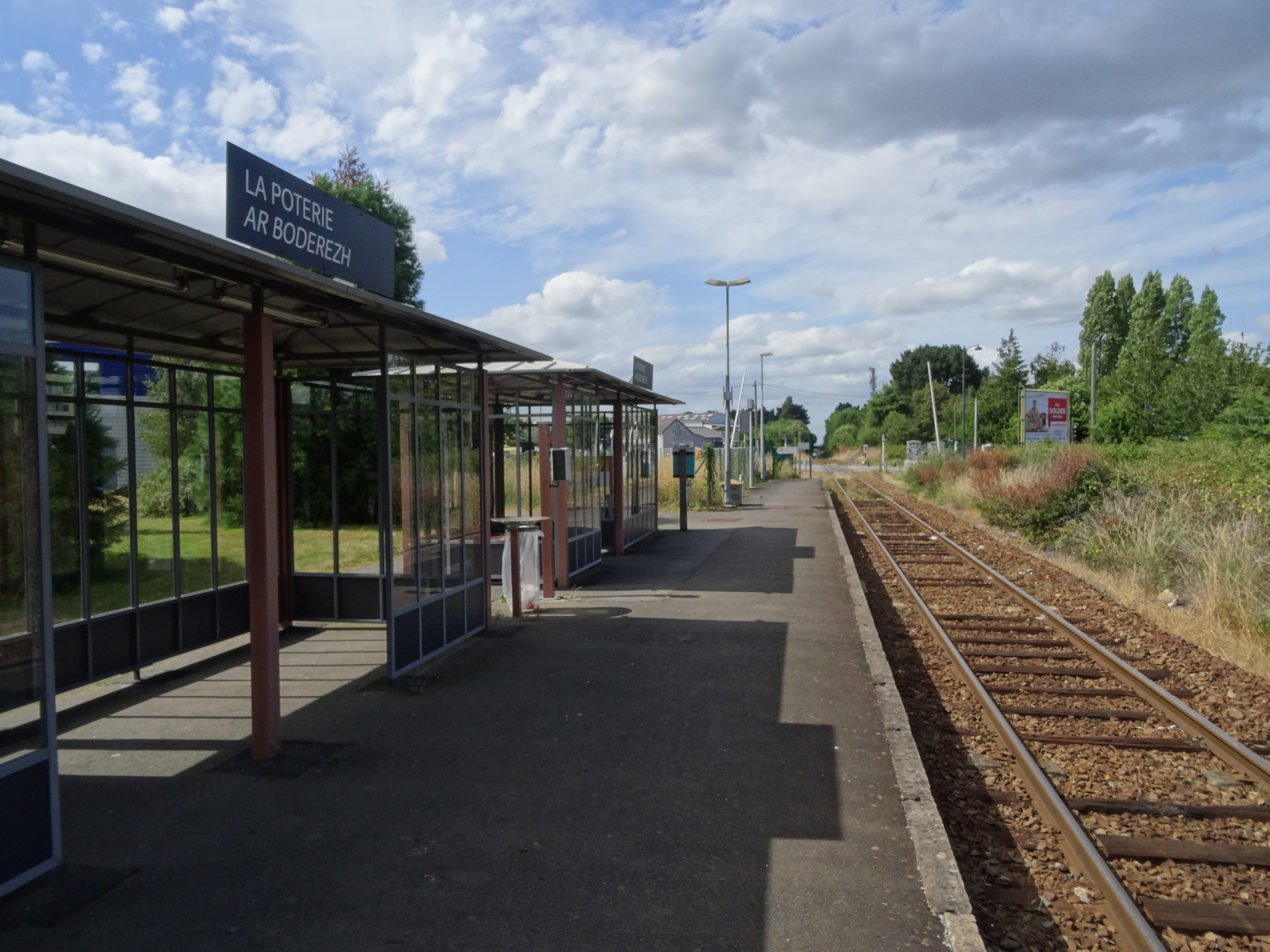
Gare de La Poterie
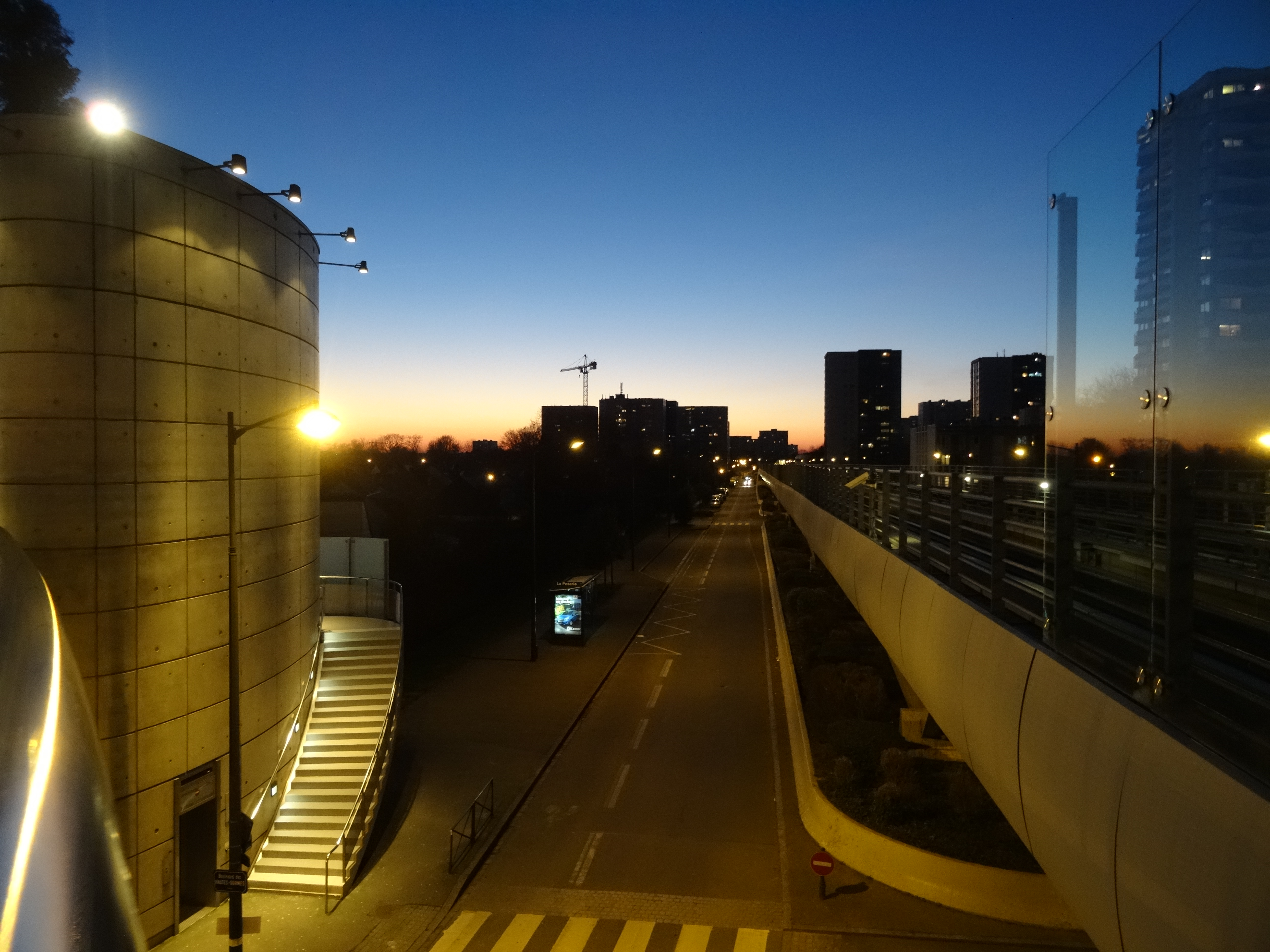
Station de métro La Poterie
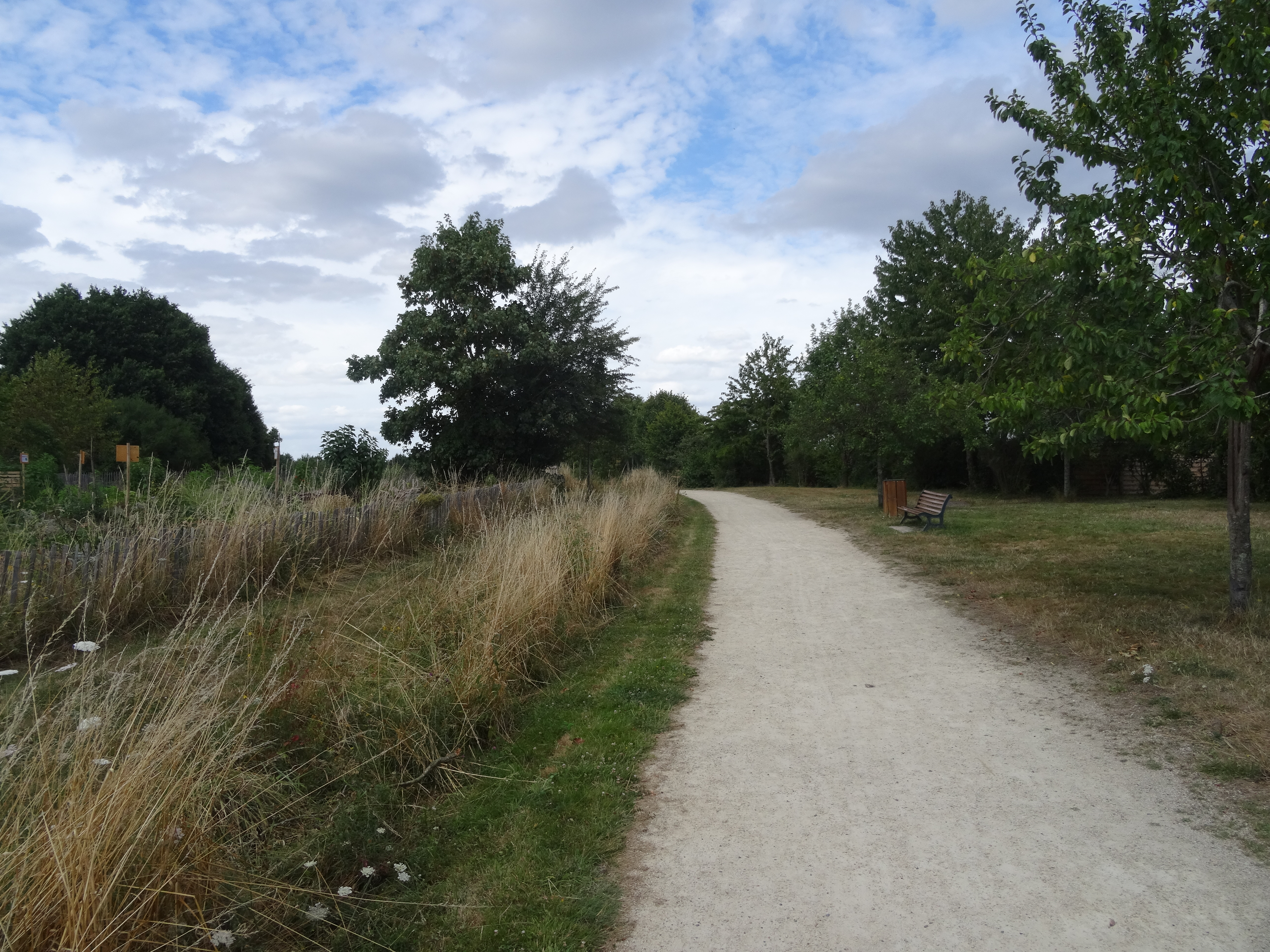
Parc du Landry
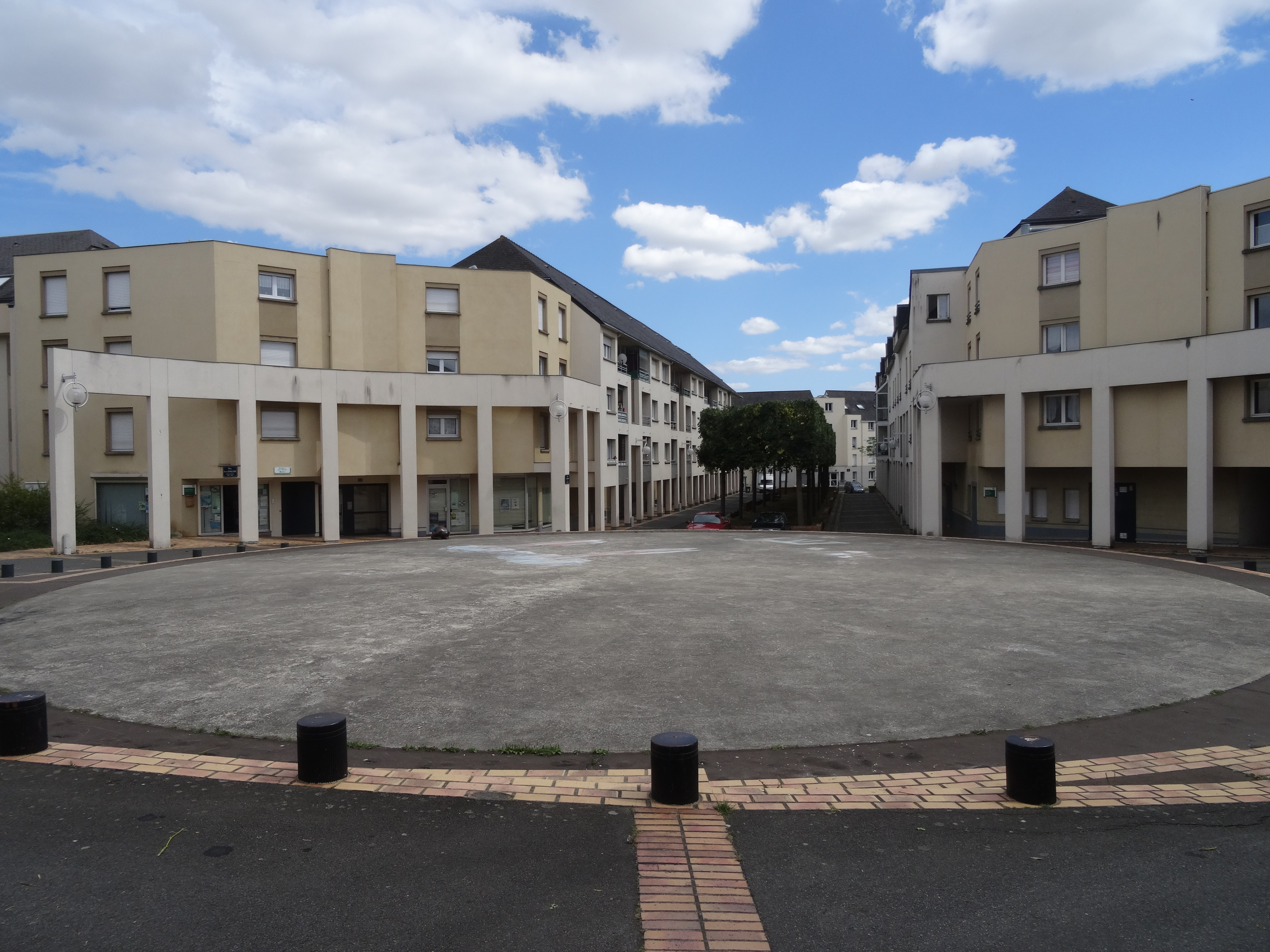
Rue Jean Monnet

### Voies principales
- rue Michel Gérard
- boulevard Paul Hutin Desgrées
- rue de la Poterie
- rue de Vern

## Cimetière de l'Est
Comme son nom l'indique, le cimetière de l'Est y occupe une place centrale. Le quartier est délimité au sud par la rue Saint-Hélier et la rue de Châteaugiron et à l'est par la rue de la 87e Division Territoriale, qui borde le cimetière et marque la limite avec le quartier Landry. Au nord enfin, le quartier est bordé par les faisceau de voie ferrée. On y trouve donc plusieurs édifices en rapport avec le chemin de fer en particulier le stade Jean Coquelin qui regroupe différents types de salles et terrains de sport, mais qui est géré par le comité d'établissement des cheminots de Bretagne. Le quartier est également traverse par le boulevard Villebois-Mareuil où se trouve l'entrée principale du cimetière ainsi que quelques commerces.
Question espaces verts, on peut signaler la promenade Georges Brassens qui borde le nord du quartier en reliant la rue de la Motte Baril au square Louis Armand, avec des accès à plusieurs autres rues.
L'avenue Monseigneur Mouëzy, du nom d'un évêque de Rennes, a été aménagée à la fin du XIXe siècle pour donner accès au cimetière de l'Est tout juste aménagé. C'était historiquement un secteur industriel avec la présence d'une brosserie et d'une blanchisserie.
Le nord du quartier est desservi par les lignes C1, C2 et 11 à la station de bus Croix Saint-Hélier, en limite du quartier Sainte-Thérèse tandis que le cœur est desservi par les lignes 11 et 32.

### Commerces et équipements
- École technique Chantal Le Cozic
- Collège Saint-Hélier
- École maternelle et élémentaire Le Landry
- École maternelle et élémentaire Saint-Michel

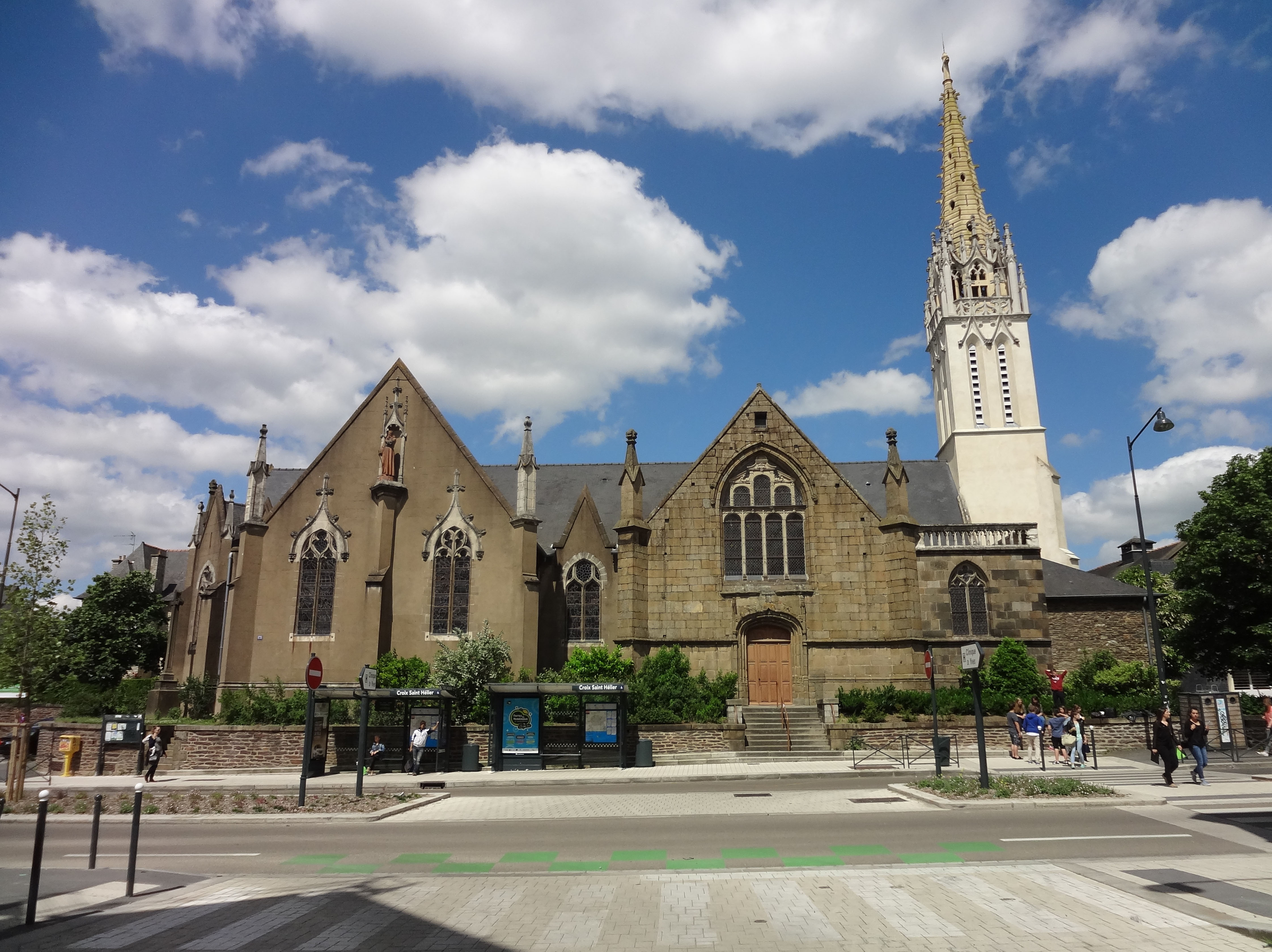
L'église Saint-Hélier, située sur la rue éponyme.
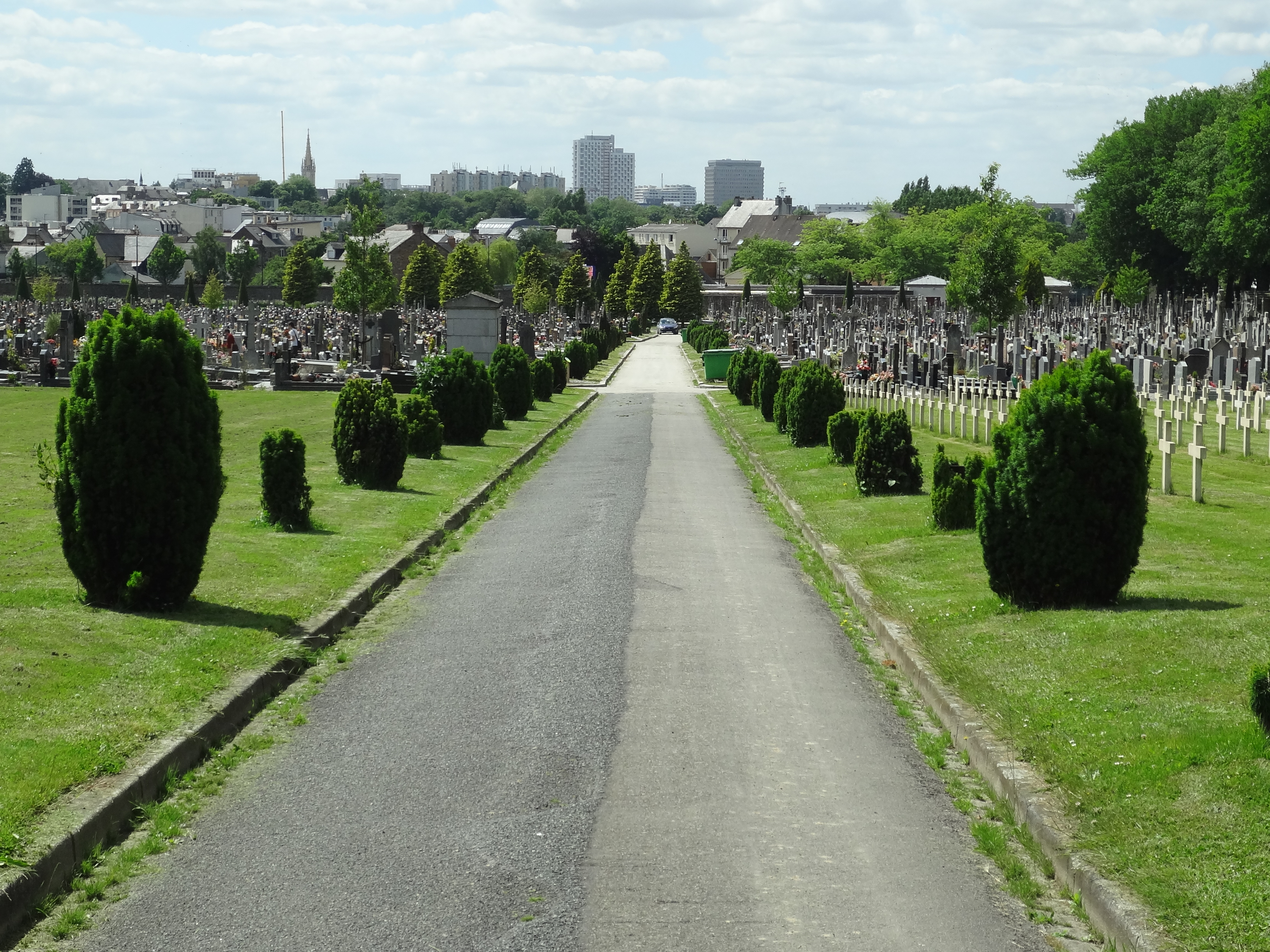
Cimetière de l'Est
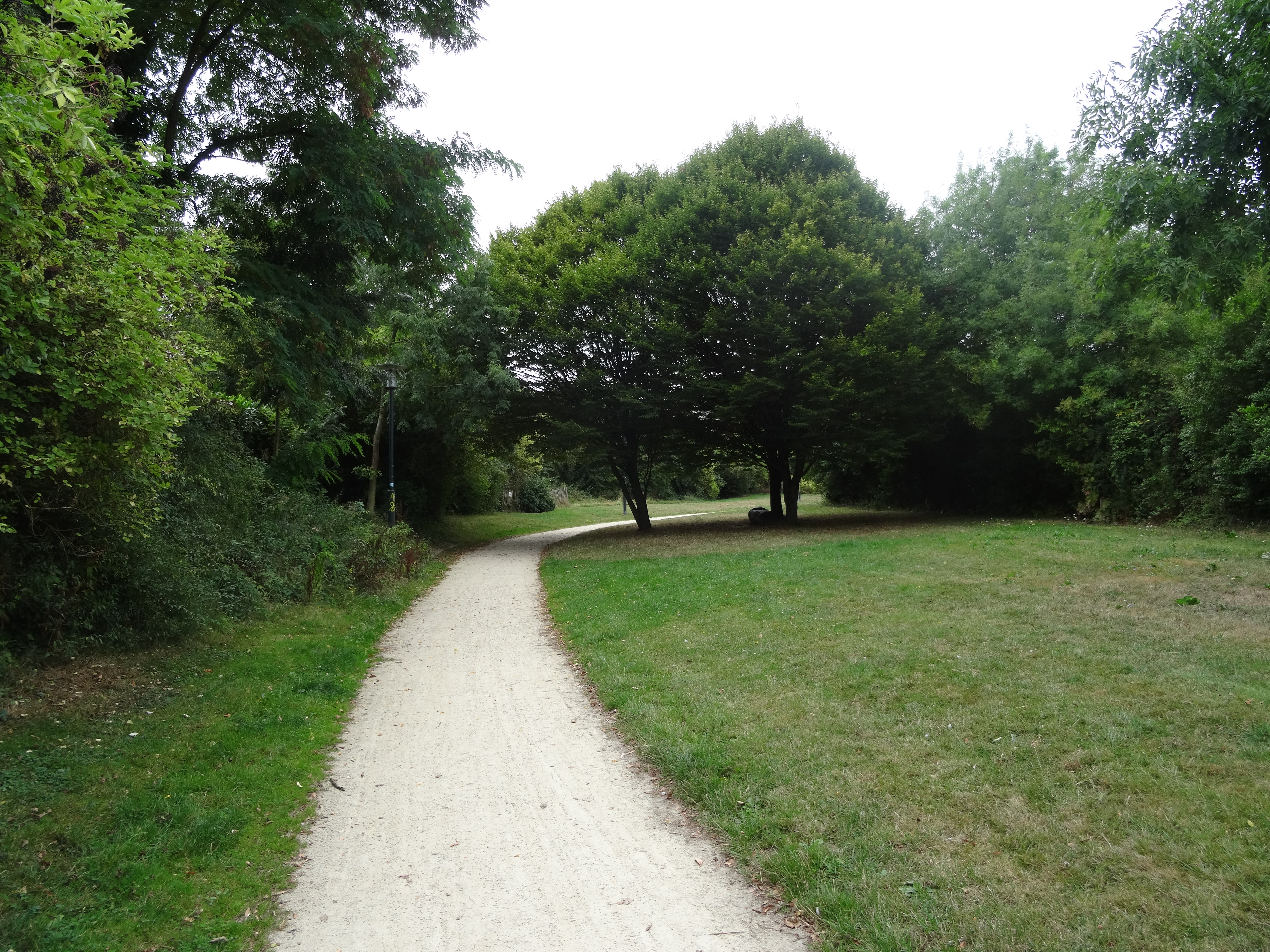
Promenade Georges Brassens

### Voies principales
- rue Auguste Pavie
- rue de Châteaugiron
- avenue Monseigneur Mouezy
- boulevard Villebois Mareuil

## ZA Sud-Est
Aussi appelée ZI Sud-Est, il s'agit d'un des plus grands sites d'activité de Bretagne, avec 700 entreprises et 15 000 salariés. Cette zone industrielle a une superficie de 275 ha en partie sur les communes voisines de Chantepie et Cesson-Sévigné.
Elle est délimitée à l'ouest par la rue de Châteaugiron et la voie ferrée Rennes - Châteaubriand, à l'est par le boulevard des Alliés, au sud par le périphérique et au nord par le faisceau de voie ferrée. La zone accueillait historiquement des industries nécessitant de vastes parcelles mais il s'agit de plus en plus d'entreprises du secteur tertiaires, avec davantage de bureaux, ainsi que quelques hôtels et restaurants. Contrairement à la ZA Ouest, on y trouve assez peu de commerces. En revanche, sont présentes quelques entreprises emblématiques du bassin rennais, telles que Ouest-France. Dans les prochaines années, il est envisagé deux extensions extra-rocade du parc d'activité : le Chêne-Morand et la Touche Aury.
La ZI Sud-Est est desservie par les lignes 11 et 34.

### Voies principales
- rue du Bignon
- rue de la Frébardière
- rue des Veyettes